# 三枝一座がやってきた!
『三枝一座がやってきた!』（さんしいちざがやってきた）は、NHK BS2で2007年1月28日から2010年3月12日まで放送されていた公開落語バラエティ番組である。

## 概要
当番組は、落語家の桂三枝（現・6代目桂文枝）とタレントの相田翔子、原口あきまさなどを筆頭とするレギュラー出演者が日本各地を回り、その地方の歴史や方言、名物、自慢などご当地にちなんだ話題を元に三枝自身が創作落語を創り、それを披露するという番組である。
2010年3月12日にて3年間の放送が終了した。

## 出演

### 司会
- 桂三枝（現・6代目桂文枝）

### アシスタント
- 相田翔子

### 進行
- 各局のNHKアナウンサー

### ナレーション
- 笠原留美

### プレゼンター
※太字の出演者はレギュラー出演者。
- 原口あきまさ
- 森山愛子（2008年3月22日放送分よりレギュラー出演。プレゼンターのほか、歌のリクエストコーナーも担当する）
- ペナルティ
- かつみ♥さゆり
- 松野明美
- 安田大サーカス
- 森三中
- 中川家
- フットボールアワー
- 博多華丸・大吉
- 5番6番
- アンガールズ
- ライセンス
- FUJIWARA
- ジャリズム
- 麒麟
- 2丁拳銃
- フルーツポンチ

ほか多数

## 補足
- 2006年度から2007年度（2007年1月28日放送分 - 2008年3月22日放送分）までは隔月土曜18:00 - 18:55（55分、JST）に放送されていたが、2008年度（2008年4月24日放送分 - 2009年3月19日放送分）は毎月1回木曜19:45 - 20:30（45分、JST）に、2009年度は（2009年4月17日放送分 - 2010年3月12日放送分）は毎月1回金曜21:00 - 21:45（45分、JST）と放送曜日と放送時間がそれぞれ変更されている。また、8月放送分と12月放送分はいずれも番組編成上の関係により当番組は放送休止となっていた。
- ちなみにオープニングとエンディングの音楽はPS2用ボードゲームソフト『桃太郎電鉄15 五大ボンビー登場!の巻』の「ナマハーゲンのテーマ」（作曲：関口和之）が使用されていた。
- また、2008年7月31日放送分に限り前半のコーナーで数秒間だけアニメ『フルメタル・パニック? ふもっふ』の劇中BGMである「特攻野郎?」（作曲：佐橋俊彦）が使用された。